# CXC-Ligand 9
CXC-Ligand 9 (kurz: CXCL9 oder auch MIG für englisch Monokine induced by Gamma-Interferon) ist ein Protein in Säugetieren. Es bildet mit CXCL10 und CXCL11 eine Gruppe homologer Chemokine (Botenstoffe). Diese Botenstoffe werden im Rahmen einer Entzündungsreaktion vor allem von Makrophagen produziert. Sie spielen eine Rolle in der Aktivierung von T-Lymphozyten und somit der Aktivierung des erworbenen Immunsystems.

## Wirkungsweise
Makrophagen sezernieren den Botenstoff CXCL9 nach Stimulation mit dem proentzündlichen Zytokin Interferon-γ. Darüber hinaus kann CXCL9 in geringerem Umfang durch neutrophile Granulozyten sezerniert werden. Dafür ist eine Stimulation mit Interferon-γ allein jedoch nicht ausreichend. Die entzündungshemmenden Interleukine IL-4 und IL-10 unterdrücken die Expression von CXCL9 in neutrophilen Granulozyten. Das Chemokin bindet den G-Protein gekoppelten Rezeptor CXCR3 (CXC-Rezeptor 3). Dadurch sind CXCR3 präsentierende Zellen der Immunabwehr wie TH1-Lymphozyten und NK-Zellen in der Lage chemotaktisch einem Konzentrationsgradienten von CXCL9 zu folgen.

## Genort und Klassifikation
Das CXCL9 codierende Gen ScyB9 (Small secreted cytokine B) liegt in direkter Nähe zu den Genen für CXCL10 und CXCL11 in der chromosomalen Region 4q21. Die Lage abseits des deutlich mehr Gene umfassenden CXC-Chemokin-Clusters an 4q13 verdeutlicht die größere Verwandtschaft dieser drei Chemokine untereinander. An dem von ScyB9 codiertem Propeptid wird N-terminal eine 22 Aminosäuren lange Signalsequenz abgespalten. Die sezernierte Form umfasst 103 Aminosäuren mit einer errechneten molaren Masse von 11,7 kDa. Wegen des fehlenden Glutamyl-Leucyl-Arginin-Motives (ELR) wird CXCL9 als non-ELR CXC-Chemokin klassifiziert.

## Polarisierung der erworbenen Immunantwort
CXCL9, CXCL10 und CXCL11 binden den gemeinsamen Rezeptor CXCR3. Dieser wird überwiegend von TH1-Lymphozyten nach Aktivierung mit IL-2 beziehungsweise von Natürlichen Killerzellen exprimiert. Im Gegensatz zu anderen Chemokinen sind CXCL9, CXCL10 und CXCL11 nicht in der Lage Leukozyten über mehr als einen Rezeptor zu aktivieren. Über das Binden des CC-Chemokinrezeptor CCR3 verhindern sie eine Aktivierung von TH2-Lymphozyten, die diesen Rezeptor überwiegend präsentieren. Auf diese Weise fördert CXCL9, wie CXCL10 und CXCL11, eine Polarisierung zugunsten einer proentzündlichen, TH1-vermittelten Immunantwort.